# Relais 4 × 100 mètres masculin aux Jeux olympiques d'été de 2004 (athlétisme)
Navigation
Sydney 2000 Pékin 2008
L'épreuve du relais 4 × 100 mètres masculin aux Jeux olympiques de 2004 s'est déroulée les 26 et 27 août 2004 au Stade olympique d'Athènes, en Grèce. Elle est remportée par l'équipe du Royaume-Uni (Jason Gardener, Darren Campbell, Marlon Devonish et Mark Lewis-Francis).

## Résultats

### Finale
| Rang               | Couloir | Athlètes                                                               | Pays              | Temps   |
| ------------------ | ------- | ---------------------------------------------------------------------- | ----------------- | ------- |
| Médaille d'or      | 3       | Jason Gardener, Darren Campbell, Marlon Devonish et Mark Lewis-Francis | Grande-Bretagne   | 38 s 07 |
| Médaille d'argent  | 5       | Shawn Crawford, Justin Gatlin, Coby Miller et Maurice Greene           | États-Unis        | 38 s 08 |
| Médaille de bronze | 4       | Olusoji Fasuba, Uchenna Emedolu, Aaron Egbele et Deji Aliu             | Nigeria           | 38 s 23 |
| 4                  | 7       | Hiroyasu Tsuchie, Shingo Suetsugu, Shinji Takahira et Nobuharu Asahara | Japon             | 38 s 49 |
| 5                  | 6       | Zbigniew Tulin, Łukasz Chyła, Marcin Jędrusiński et Marcin Urbaś       | Pologne           | 38 s 54 |
| 6                  | 1       | Adam Basil, Paul Di Bella, Patrick Johnson et Joshua Ross              | Australie         | 38 s 56 |
| 7                  | 8       | Nicconnor Alexander, Marc Burns, Ato Boldon et Darrel Brown            | Trinité-et-Tobago | 38 s 60 |
| 8                  | 2       | Claudio Souza, Édson Ribeiro, André Domingos et Vicente de Lima        | Brésil            | 38 s 67 |

### Séries
Qualifications : les 3 premiers de chaque séries (Q) et les deux meilleurs temps des non qualifiés directs (q) se qualifient pour la finale.

#### Série 1
| Rang | Couloir | Pays              | Athlètes                                                             | Temps | Note  |
| ---- | ------- | ----------------- | -------------------------------------------------------------------- | ----- | ----- |
| 1    | 2       | Nigeria           | Olusoji Fasuba, Uchenna Emedolu, Aaron Egbele, Deji Aliu             | 38.27 | Q, SB |
| 2    | 1       | Pologne           | Zbigniew Tulin, Łukasz Chyła, Marcin Jędrusiński, Marcin Urbaś       | 38.47 | Q, SB |
| 3    | 7       | Australie         | Adam Basil, Paul Di Bella, Patrick Johnson, Josh Ross                | 38.49 | Q, SB |
| 4    | 3       | Trinité-et-Tobago | Nicconnor Alexander, Marc Burns, Ato Boldon, Darrel Brown            | 38.53 | q, NR |
| 5    | 4       | Japon             | Hiroyasu Tsuchie, Shingo Suetsugu, Shinji Takahira, Nobuharu Asahara | 38.53 | q     |
| 6    | 5       | Allemagne         | Ronny Ostwald, Tobias Unger, Alexander Kosenkow, Till Helmke         | 38.64 |       |
| 7    | 8       | Canada            | Nicolas Macrozonaris, Anson Henry, Charles Allen, Pierre Browne      | 38.64 | SB    |
| 8    | 6       | Russie            | Aleksandr Ryabov, Oleg Sergeyev, Sergey Bychkov, Andrey Yepishin     | 39.19 |       |

#### Série 2
| Rang | Couloir | Pays            | Athlètes                                                               | Temps | Note  |
| ---- | ------- | --------------- | ---------------------------------------------------------------------- | ----- | ----- |
| 1    | 6       | États-Unis      | Shawn Crawford, Darvis Patton, Coby Miller, Maurice Greene             | 38.02 | Q     |
| 2    | 1       | Grande-Bretagne | Jason Gardener, Darren Campbell, Marlon Devonish, Mark Lewis-Francis   | 38.53 | Q, SB |
| 3    | 8       | Brésil          | Cláudio Roberto Souza, Édson Ribeiro, André Domingos, Vicente de Lima  | 38.64 | Q     |
| 4    | 2       | Jamaïque        | Dwight Thomas, Patrick Jarrett, Winston Smith, Michael Frater          | 38.71 | SB    |
| 5    | 5       | Italie          | Marco Torrieri, Simone Collio, Massimiliano Donati, Maurizio Checcucci | 38.79 |       |
| 6    | 7       | Ghana           | Christian Nsiah, Tanko Braimah, Aziz Zakari, Leonard Myles-Mills       | 38.88 | SB    |
| 7    | 4       | France          | Aimé-Issa Nthépé, Ronald Pognon, Frédéric Krantz, David Alerte         | 38.93 |       |
|      | 3       | Pays-Bas        | Timothy Beck, Troy Douglas, Patrick van Balkom, Caimin Douglas         | DNF   |       |

## Légende
Records et Performances
- AR : Record continental (area record)
- CR : Record des championnats (championship record)
- MR : Record du meeting (meet record)
- NR : Record national (national record)
- OR : Record olympique (olympic record)
- PR : Record paralympique (paralympic record)
- PB : Record personnel (personal best)
- SB : Meilleure performance personnelle de la saison (season's best)
- WL : Meilleure performance mondiale de l'année (world leader)
- WJR : Record du monde junior (world junior record)
- WR : Record du monde (world record)

Circonstances et Conditions
- DNF : N'a pas terminé (did not finish)
- DNS : N'a pas pris le départ (did not start)
- DQ : Disqualification (disqualification)
- NM : Aucun essai valable enregistré (No Mark)
- Q : Qualifié « directement » au prochain tour (ou à la prochaine compétition), lors d'une compétition majeure, grâce au classement ou à la réalisation des minima (automatic qualifier)
- q : Qualifié au prochain tour (ou à la prochaine compétition), lors d'une compétition majeure, grâce au repêchage ou à la réalisation de l'une des meilleures performances parmi celles des « non qualifiés directement » (grâce au meilleur temps ou à la meilleure distance par exemple) (secondary qualifier)